# Carlos Cañeque
Carlos Cañeque Solá (Barcelona, 1957) é um escritor e realizador de cinema.

## Biografia
Carlos Cañeque licenciou-se em Filosofia na Universidade Autónoma de Madrid e em Sociologia e Ciências Políticas na Complutense desta mesma cidade. Após cursar um mestrado na Universidade de Yale, doutorou-se com uma tese titulada Deus em América: Uma aproximação ao conservadurismo político-religioso nos Estados Unidos (Península. 1988). É professor titular de Teoria Política na Universidade Autónoma de Barcelona e em 1997 ganhou o prêmio Nadal com a novela Quién. Tanto os seus quatro romances como os seus três filmes são relativos à “metaficção” e tendem a propor com ironia corrosiva alguns temas como o processo criativo, o narcisismo delirante, o erotismo e a religião. Tem composto e interpretado com o piano a música de seus filmes, escreveu seus guiões e, nos dois últimos filmes, actuou nos papéis protagonistas.
Em 1995 publicou um livro de entrevistas sobre Jorge Luis Borges Conversas sobre Borges. Deste livro e deste autor surge o seu primeiro romance Quién, que tem sido aclamado por destacados professores de literatura estrangeiros (Sarmati, Amago, Kunz), bem como por autores espanhóis como Fernando Savater e Pere Gimferrer, que declarou que “é o romance mais insólito e divertido da história do prêmio Nadal”. O seu segundo romance, Muertos de amor, foi levada ao cinema por Mikel Aguirresarobe. 
Os seus três filmes formam uma trilogia sobre o prazer e a dor  que transita desde o documentário: Queridíssimos intelectuais, à ficção- Sacramento. Estes caracterizam-se pelo seu humor ácido e por oferecerem uma estética (com direcção artística de Maite Grau) em que os actores aparecem em preto e branco sobre fundos em cor. O seu terceiro filme, Sacramento, apresenta um cura que se torna louco com um Don Juan implacável e sádico. O professor e historiador do cinema Román Gubern declarou que Sacramento lhe recorda muito o Luis Buñuel da última etapa francesa.

## Obra literária

### Romances
- López e eu - no original Quién (Prémio Nadal. Destino. 1997)
- Muertos de amor (Destino. 1999)
- Conductas desviadas (Espasa. 2002)
- La sociedad de los personajes inacabados (Sigueleyendo. 2013)

### Livros de entrevistas
- Bienvenido Mr Berlanga (con Maite Grau). Destino, 1993
- Conversaciones sobre Borges. Destino, 1995
- Cioran: el pesimista seductor (con Maite Grau). Sirpus, 2007

### Contos infantis
- El pequeño Borges imagina la Biblia (Sirpus 2001)
- El pequeño Borges imagina la Odisea (Sirpus 2001)
- El pequeño Borges imagina El Quijote (Sirpus 2002)

### Ensaios e artigos
- Dios en América: una aproximación al conservadurismo político-religioso en los Estados Unidos. Península 1988
- El pensamiento político en sus textos: de Platón a Marx. (con Juan Botella y Eduardo Gonzalo). Tecnos, 1994.
- Teorías y métodos (en Fundamentos de Ciencia Política. Comp. Manuel Pastor) Mc Graw Hill, 1994
- El fundamentalismo norteamericano (en Ideologías y movimientos políticos contemporáneos, comp. Juan Antón). Tecnos 1998.
- El catolicismo americano y el caso de las elecciones de J. F. Kennedy. Revista de política comparada, n 8. 1982
- Harold Bloom o el parricidio de la dialéctica continental. Los cuadernos del norte. Febrero, 1984
- La certera mirada de Javier Tomeo. ACEC n. 25. 2006
- Dios nos ha enviado a Reagan y otros artículos de Cañeque en El País.
- Freud y Kafka en El verdugo. Congreso Homenaje a Berlanga, 20 de noviembre de 2009. Ciudad de la Luz. Alicante.
- La derecha cristiana en USA. Sistema, n 63. Noviembre 1984
- La gauche diabolique. En Cadaqués, contado por... Asociación Unesco. 2002
- El nuevo cristianismo norteamericano. FRC, n 7. 2003

## Filmografía
- Carisma (corto, 1982)
- Queridísimos intelectuales (del placer y el dolor) (documentário, 2011)
- La cámara lúcida (falso documentário, 2012)
- Sacramento (ficção) (2015)

## Prémios e distinções
- Prémio Nadal 1997 por Quién.
- Secção oficial do Festival de cine de Málaga 2011 por Queridísimos intelectuales (del placer y el dolor).
- Secção oficial do Festival Internacional de Sitges 2015 por Sacramento
- Seleccionado no Festival de Mar del Plata 2015 por Sacramento
- Membro da Biblioteca Quijotesca. Espéculo. 1997
- Ponente en el Congreso Homenaje a Berlanga 2009. Ciudad de la Luz. Alicante.
- Ponente en el III Congreso sobre “Los medios y la metaficción” Laussane 2015 (Mi “novelícula” metaficcional: Quién y La cámara lúcida).